# Emiliano Zapata, Misantla
Emiliano Zapata är en ort i Mexiko.   Den ligger i kommunen Misantla och delstaten Veracruz, i den sydöstra delen av landet, 230 km öster om huvudstaden Mexico City. Emiliano Zapata ligger 88 meter över havet och antalet invånare är 220.
Terrängen runt Emiliano Zapata är kuperad åt sydost, men åt nordväst är den platt. Runt Emiliano Zapata är det ganska tätbefolkat, med 96 invånare per kvadratkilometer. Närmaste större samhälle är Martínez de la Torre, 10,9 km nordväst om Emiliano Zapata. Omgivningarna runt Emiliano Zapata är en mosaik av jordbruksmark och naturlig växtlighet.